# Historieta en Chile

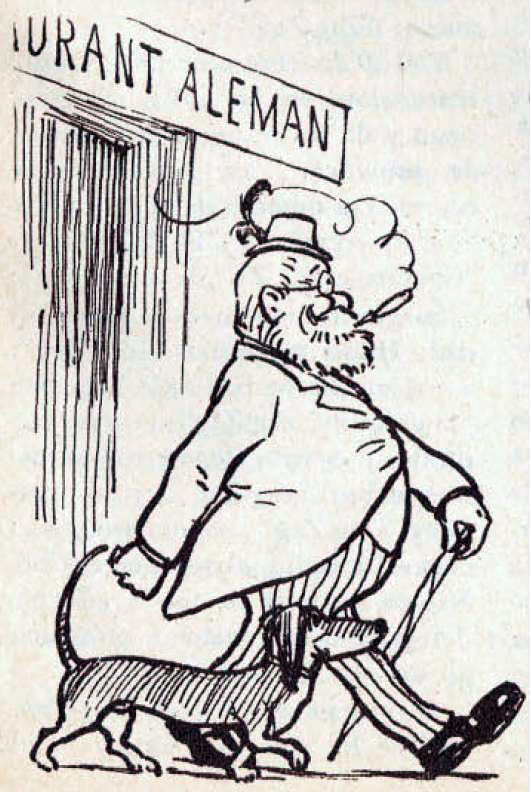
Federico Von Pilsener y su perro Dudelsackpfeifergeselle, de fray Pedro Subercaseaux (Lustig), considerado el primer personaje del cómic chileno.

La historieta o cómic en Chile tiene una historia de 118 años. Su origen se remonta al 24 de junio de 1906, cuando apareció la tira de prensa «Un alemán en Chile», cuyo protagonista es considerado el primer personaje del cómic chileno.

## Historia

### Latradición de la prensa ilustrada europea(1906-1945)
Compartiendo espacio con versiones noveladas de clásicos de la literatura o con artículos de interés para escolares, las primeras historietas chilenas se publicaron en revistas como Zig-Zag (1905-1964) o El Peneca (1908-1960). Entre ellas, destacó la tira cómica «Un alemán en Chile» (1906-1907), obra de fray Pedro Subercaseaux bajo el seudónimo Lustig, cuyo protagonista Federico Von Pilsener es considerado el primer personaje del cómic chileno.
Los periódicos pronto empezaron a publicar ellos mismos segmentos humorísticos —casi todos de origen estadounidense, con títulos y nombres traducidos al español—, comenzando por La Estrella de Valparaíso en 1922. Ya para 1931, en un momento de crisis política causada por los efectos de la crisis económica de 1929, la mayoría de los periódicos del país publicaban tiras cómicas todos los días, incluso El Diario Ilustrado y El Mercurio publicaban cada domingo secciones en color dedicadas a la narrativa gráfica. Ese mismo año nació la revista Topaze, dedicada a la sátira política. En 1938, El Diario Ilustrado publicó por primera vez una serie chilena de historietas todos los días ("Chu Manfú", de Jorge Christie), lo que los restantes diarios replicarían en la década siguiente, con emblemáticos personajes (como "Pepe Antártico").
En octubre de 1941, la misma Editorial Zig-Zag comenzó a editar la revista El Cabrito, con un formato semejante a El Peneca, pero con mayor presencia de historietas nacionales. Esta publicación terminó con el número 362 de septiembre de 1948.

### La época dorada (1945-1973)

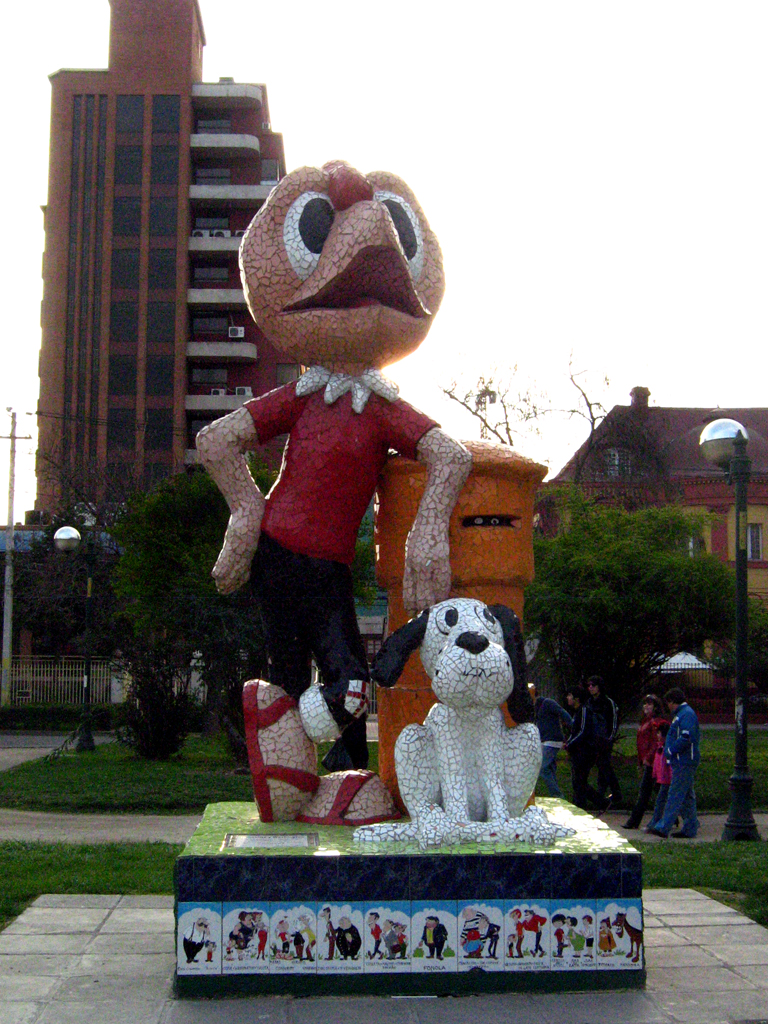
Condorito y su perro Washington, de Pepo, considerado el personaje más conocido del cómic chileno.

En la década de 1940 surgieron varias iniciativas que se concentraron en la publicación de historietas. Inicialmente se imprimieron a dos colores, a lo más con la portada a todo color. En la década de 1960 la situación vino a cambiar, con vistosas revistas que ampliaron su tiraje. Además, se hizo común el intercambio de revistas usadas, lo que amplió el número de lectores
En 1946 apareció la revista Pobre Diablo (1946-1952), de contenido ligeramente picaresco, que llegó a distribuirse en Argentina, con varias series de historietas dibujadas por artistas que alcanzaron gran notoriedad, como Mono y Pepo. La publicación debió cerrar después de publicar una fotografía con un sugerente desnudo de Marilyn Monroe. En 1949 apareció la primera revista dedicada solo a historietas, en su mayoría extranjeras, Okey. Otras publicaciones que surgieron en esta época fueron la deportiva Barrabases (1954), de Guido Vallejos, que acogió a la serie homónima y a otros personajes de Themo Lobos, como Cicleto y Ñeclito. También se comenzó a editar El Pingüino (1956-1969), del mismo Vallejos.
A consecuencia de estos éxitos editoriales, a partir de fines de los años 1940, aparecieron personajes clásicos del cómic chileno, como Pepe Antártico (inicialmente en Noticias de Última Hora, en 1947) de Percy y Condorito (en la revista Okey, en 1949) de Pepo. Ambos llegaron a protagonizar revistas como Risas de Pepe Antártico (1951-1984) y Condorito (1955-2019).
Ya en los años 1960, cabe destacar las revistas Rocket (1965), dedicada a la ciencia ficción, y Mampato (1968), con la serie homónima, en cuya gestación y desarrollo participaron Oskar y Themo Lobos, además de Eduardo Armstrong.
A partir de 1962, la editorial Zig Zag comenzó a publicar localmente varias revistas de Walt Disney, como Disneylandia, Las aventuras del Zorro, Tío Rico y Fantasía. También editó historietas de creación propia o adaptaciones de guiones extranjeros, como algunas bélicas (Guerra), de aventuras en la jungla (como las exitosas Jungla y El Intocable, protagonizadas por Mawa y Mizomba), de vaqueros (El jinete fantasma) y de terror (El siniestro Doctor Mortis).
Entre las publicaciones políticas, a la tradicional Topaze, con abundantes caricaturas, se sumó a partir de 1968 la revista La Chiva, creación colectiva de Alberto y Jorge Vivanco, Palomo y Hervi. La prensa diaria, por su parte, incluyó varias historietas extranjeras y algunas nacionales, como «Perejil» de Lugoze, «Homobono» de Alhué, «Artemio» de Pepe Huinca (Jorge Vivanco) y «Don Memorario», creada por Lukas en 1967, por citar algunas.
La creciente polarización política se convirtió en una carga para la prensa. Las historietas nacionales presentaban más contenido político, mientras que la inflación de los años 1970 provocó la reducción —y luego la desaparición— de los clásicos suplementos dominicales, los que han sido revividos en variadas ocasiones, sólo para ser cancelados tras poco tiempo, debido a la crítica situación que aún presenta la prensa de Chile y Latinoamérica, la que se magnifica con cada recesión.
Durante el gobierno de la Unidad Popular, las historietas fueron tema de debate intelectual y político, sobre todo tras la publicación de Para leer al Pato Donald (1971), de Ariel Dorfman y Armand Mattelart, que denunciaba la infiltración del imperialismo y el capitalismo en las revistas de Disney. La Editorial Quimantú realizó varios ensayos de historietas alternativas que buscaban contrarrestar esta influencia negativa, entre ellas, se pueden contar la revista Cabrochico y la serie «El Manque».

### Declive (1973-1989)
Después del golpe militar de 1973, varias revistas fueron canceladas por su contenido considerado «subversivo» (pese a que la mayoría de las publicaciones censuradas no tenían temas políticos, aunque en los Estados Unidos y en Gran Bretaña también hubo campañas similares hacia 1950), lo que redujo el número de revistas, situación que se agravó con el paso de los años con la crisis económica heredada —la inflación existente desde 1972 hacía totalmente imposible pagar las regalías a los distribuidores extranjeros—, con más publicaciones desaparecidas como Mampato en 1978. Sin embargo,algunas se mantuvieron por algún tiempo , como «Don Memorario», y se crearon otras nuevas, como «Supercifuentes, el Justiciero» (1978) de Hervi, «Palomita» (La Cuarta, 1984), de Eduardo de la Barra, y la revista Bandido (1988).
En los años 1980, surgió un movimiento underground muy influido por el español, con revistas como Matucana (1984) y Trauko (1988), que incluía las aventuras de Checho López, y autores como el surrealista Clamton. Estas rompieron varios esquemas existentes hasta ese momento, pese a que tenían calidad y periodicidad variables, y eran usualmente repartidos de forma gratuita en las universidades, sin llegar a la decena de ediciones.
Hasta fines de los años 1980, las revistas de cómics aún tenían buenas ganancias, con Themo Lobos lanzando nuevas revistas como Cucalón (1986-1993) o Pimpín (1990), y El Mercurio publicaba «Garfield» y «Snoopy», mientras que en Las Últimas Noticias se encontraban «Condorito», «Calvin y Hobbes» y «Ñoñobañez», y en La Tercera de La Hora aparecían «Pepe Antártico» y «Olafo el vikingo».
En el exterior, destaca la obra de Alejandro Jodorowsky, que entre sus obras como escritor de historiertas se destacan el trabajo publicado entre 1980 y 1988 junto al dibujante francés Moebius crearon El Incal y el obra publicada entre 1998 y 2003, que realizada junto al dibujante argentino Juan Giménez López llamada La casta de los Metabarones, ambas obras asociadas a la tradición de la historieta franco-belga.

### La historieta sobreviviente (1990-presente)
La década de 1990 trajo cambios sociales en los sectores populares (conocidos como el «segmento 'D'»), que se convirtieron en los más importantes en ella, acarreando grandes consecuencias para los medios, con un decaimiento en las historietas que, al provenir de la América angloparlante y Europa, no podían adaptarse a la idiosincrasia del latinoamericano debido a las diferencias sociales y formativas.
Desde entonces, a excepción de «Condorito» y «Pepe Antártico», las historietas en Chile, tanto nacionales como extranjeras, no han tenido mucho éxito, siendo distribuidos en librerías y tiendas especializadas, surgiendo el fanzinismo y la autoedición entre los nuevos autores, como Brian Wallis («El Brujo»), Guillo, Jucca («Anarko»), Ludo Helldres («Papel ilustre»), Vicho o Pedro Peirano («Chancho Cero»), a pesar de la existencia de revistas antológicas como Caleuche Comic (2005), nuevos sellos como Mythica Ediciones y libros como Dosis diarias, Capítulo treinta y tres y Rokunga. Se lanzan también novelas gráficas como Juan Buscamares (1993) de Félix Vega y Road Story (2007) de Gonzalo Martínez. Muchos, como Genzo y Gabriel Rodríguez trabajan para el mercado estadounidense.
A partir de estos años, algunos autores comienzan a recibir a recibir una fuerte influencia del manga, entre estos autores podemos citar a Marcos Borcosky Fyto Manga, Antonio Tapia Zapata Daicontech, R.Guerrero Kobal, y más recientemente , Elvis Yona Garrido Saikomic.
En la modernidad, algunos historietistas chilenos han optado por Internet como principal medio de difusión para sus creaciones, lo que ha incitado a la aparición de webcómics; entre estos se encuentran ilustradores, guionistas y diseñadores gráficos, como Dapo.[cita requerida] Por otro lado, a principios de la década de 2010, apareció el denominado cómic autobiográfico chileno con Marcela Trujillo como primera exponente. En 2006 fue inaugurado el Parque del Cómic en la comuna de San Miguel, con estatuas y mosaicos de personajes de historietas creados en Chile o por autores chilenos.
Actualmente existe un renacer de la fanzinería como opción para muchos dibujantes tanto profesionales como underground. Entre los fanzines más destacados están Pandemia, Catrileo, Chilotito, Mada  y Anotación Negativa, este último galardonado en 2014 y 2015 como el «mejor fanzine chileno» en el Festival Internacional del Cómic de Santiago.
De igual manera, una serie de editoriales independientes están produciendo nuevos títulos de historietas. Entre ellas que se cuentan Acción Comics del editor Claudio Álvarez (El Gran Guarén, El Ejército de Dios, El Último Detective), Dogitia, Visuales (Diablo, Yonki el Zombie, Nocta), Piedrangular, Ariete, B.A.T.Pro, Mitómano Comics, Pezarbóreo, Arcano IV (El Siniestro Doctor Mortis, Freaks) , Grafito Ediciones y Sketchi Editorial,  por nombrar algunas.

#### Manga
Si bien se reconoce el Manga como una historieta de origen japonés, otros países también han utilizado este formato dada sus peculiaridades. Chile no es la excepción. El caso más connotado en la actualidad es el de Saikomic, ganador del premio Tezuka Manga Contest de Japón con su obra "Armados", el cual se confirmó recientemente que tendrá un animé. Por otra parte, la editorial Acción Cómics de Claudio Álvarez también comenzó a publicar Manga en Chile, comenzando con "Gladiador" de Yuji Hosoi, para luego seguir con "Corvas Stigmata" de Paula Andrade. Otro caso es de la editorial Visuales que ha publicado mangas como "Nocta" de Kenron Toqueen o "Jane The Killer" de Rat Manga. También está el caso de la editorial Wolu especializada en mangas, publicando títulos como "Carta Prat" (Pablo Monreal) o "Café Amargo" (Pía Prado Bley). Existen algunos otros mangakas que han publicado de forma independiente, tal es el caso del manga "Sobrevivencia" de Manganozukei (Jorge Applegreen), quien también ha trabajado con otros escritores como Vincenzo Guazzini (escritor de la novela "Post-Apocalíptica").    

#### Reconocimientos
En los últimos años la historieta chilena ha recibido algunos reconocimientos internacionales. En diciembre de 2012, el historietista Hernán Vidal, más conocido como Hervi, recibió el premio La Catrina al «mejor humorista gráfico de Latinoamérica». En julio de 2015, el artista Gabriel Rodríguez se adjudicó el premio Eisner a la «mejor serie limitada» por su trabajo en Little Nemo: Return to Slumberland. En 2020, el artista Saikomic ganó el concurso Tezuka Manga Contest de Japón por su obra Armados.En febrero de 2023 el autor "Kenta SK" ganó el premio bronce en el monthly award 2023 de Manga Plus Creators con su obra "Dodsleie". En julio de ese mismo año Saikomic ganó el mismo premio con su obra "El perro del gorro atornillado al craneo", Hazaña que repetiría en noviembre del mismo año con su obra "Personaje". En agosto del mismo año el autor Akuarello obtendría el Bronce en el Monthly Award de Manga Plus creators con su obra "Metra-K". A su vez la autora "EsaEspantapajaros" compartiría con Saikomic el podio de Bronce en Manga plus Creators con su obra "Lolein". En  En diciembre de 2023, los artistas Francisco Inostroza, Claudio Muñoz y Felipe Benavides fueron galardonados con el premio de bronce de la International MANGA Awards, premio otorgado por el ministerio de asuntos exteriores de Japón por su obra Lautaro.

## Estudios sobre la historieta
A los estudios llevados a cabo por Ariel Dorfman y Armand Mattelart en los años 1970, se suman otros ensayos e investigaciones sobre la historieta chilena y el humor gráfico, como los de Cristian Díaz Castro, Jorge Montealegre Iturra, Jorge Rojas Flores, Omar Pérez Santiago y Maximiliano.